# Tolman–Oppenheimer–Volkoff-massa
Tolman–Oppenheimer–Volkoff-massa eller TOV-massa är en övre gränsmassa för kalla, icke-roterande neutronstjärnor; likartat Chandrasekhargränsen för vita dvärgar.